# Fontenay (Seine-Maritime)
Fontenay is een gemeente in het Franse departement Seine-Maritime (regio Normandië) en telt 1079 inwoners (2004). De plaats maakt deel uit van het arrondissement Le Havre.

## Geografie
De oppervlakte van Fontenay bedraagt 5,6 km², de bevolkingsdichtheid is 192,7 inwoners per km².
De onderstaande kaart toont de ligging van Fontenay (Seine-Maritime) met de belangrijkste infrastructuur en aangrenzende gemeenten.

## Demografie
Onderstaande figuur toont het verloop van het inwonertal (bron: INSEE-tellingen).
1. ↑  Populations de référence 2022.